# 傲蕾·一兰
《傲蕾·一兰》由中国大陆出品的电影故事片，分上下集。由上海电影制片厂于1979年摄制。

## 主要角色
- 傲蕾·一兰：张玉红饰
- 希尔其尹：仲星火饰
- 安达金：童芷苓饰
- 奥布库：寇振海饰
- 萨满西窝土：韩非饰
- 波雅尔科夫：阿不力米堤·沙迪克

## 其他人员
- 摄像：罗从周
- 美术：丁辰、王兴昌、陈初电

## 參看
- 电影目录